# 庞新秀
庞新秀（1978年2月—），女性，汉族，中华人民共和国政治人物，原中国共产党华坪县委员会副书记、县人民政府县长。

## 生平
1978年2月，庞新秀出生，曾长期在古城区任职，落马前是中国共产党华坪县委员会副书记、县人民政府县长。

### 落马
2021年1月19日，庞新秀因其涉嫌严重违纪违法被责令辞去云南省第十三届人民代表大会代表职务。7月13日，庞新秀严重违纪违法问题被立案审查调查和双开，通报中她违反了六大纪律，并且在党的十八大之后不收敛不收手。